# Centropogon cornutus
Centropogon cornutus är en klockväxtart som först beskrevs av Carl von Linné, och fick sitt nu gällande namn av George Claridge Druce. Centropogon cornutus ingår i släktet Centropogon och familjen klockväxter. Inga underarter finns listade i Catalogue of Life.

## Bildgalleri

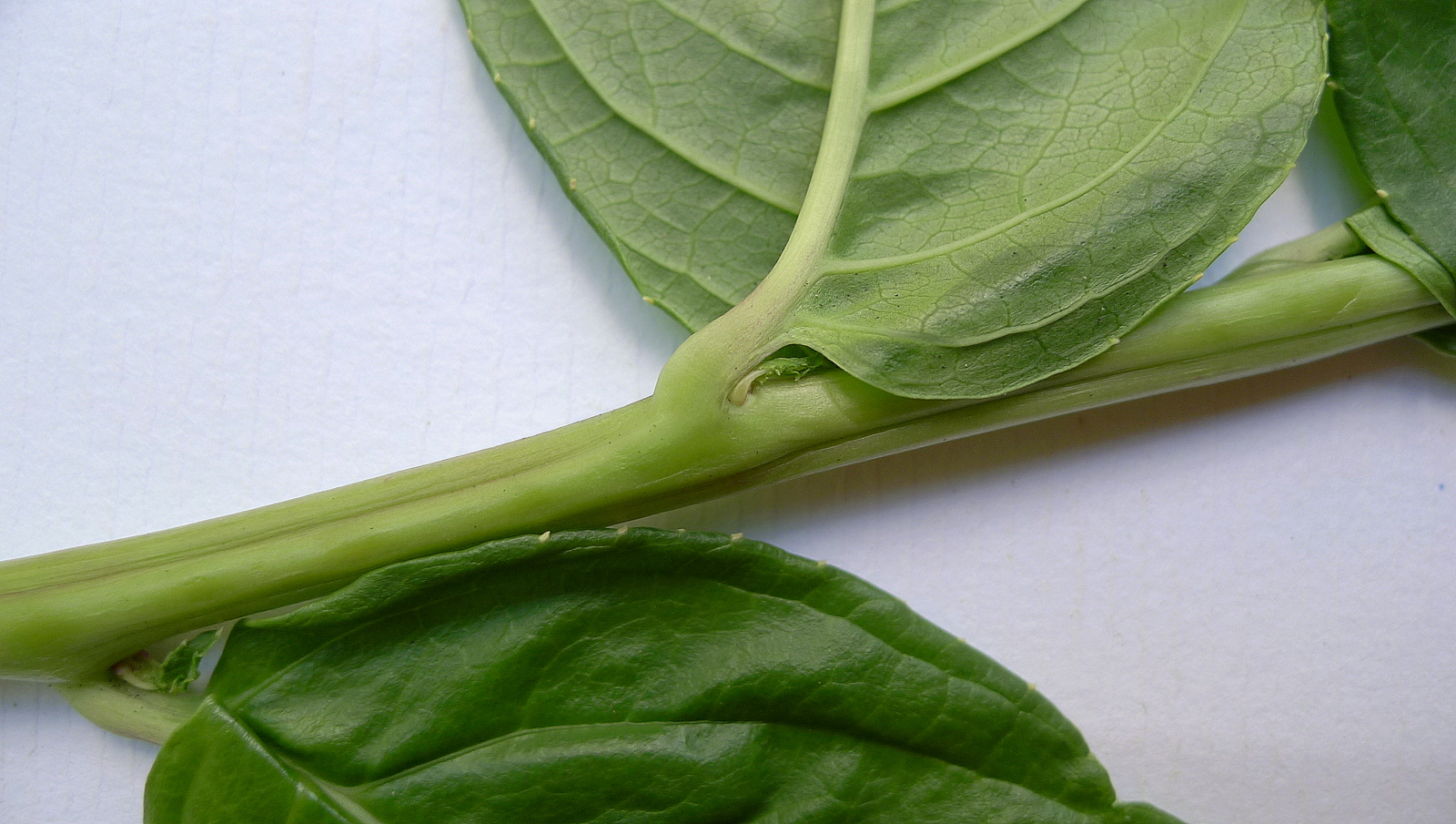
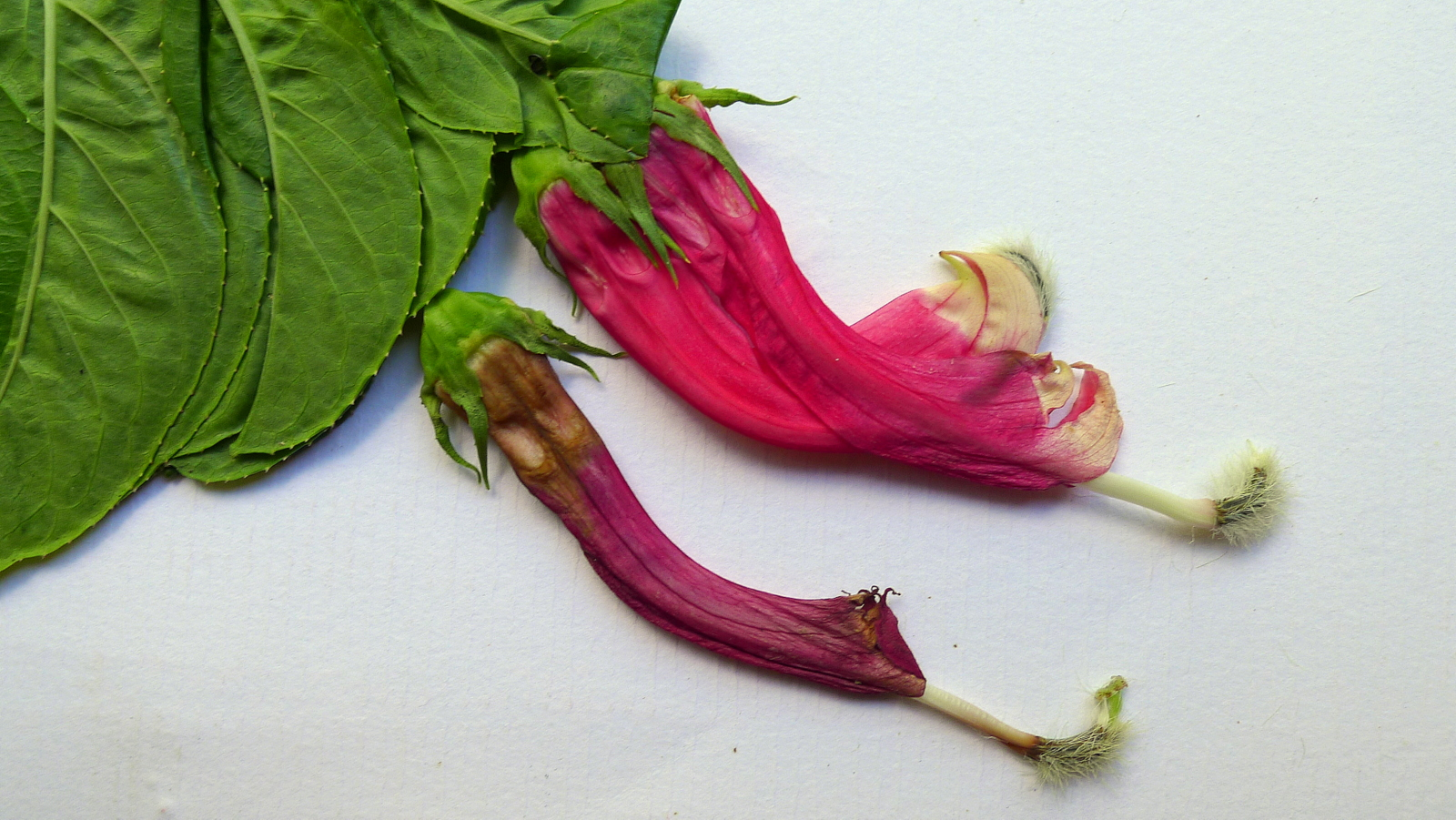
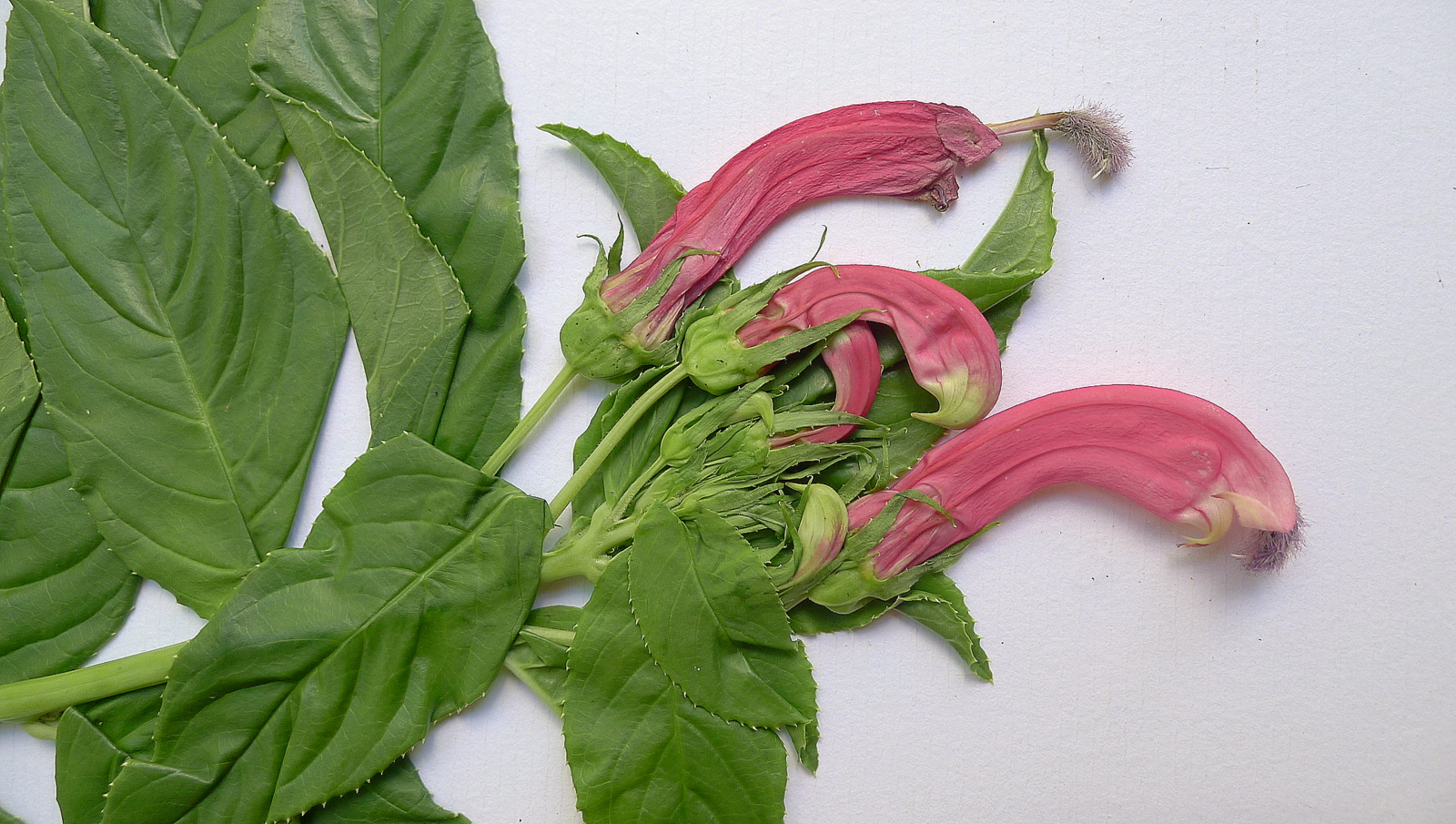
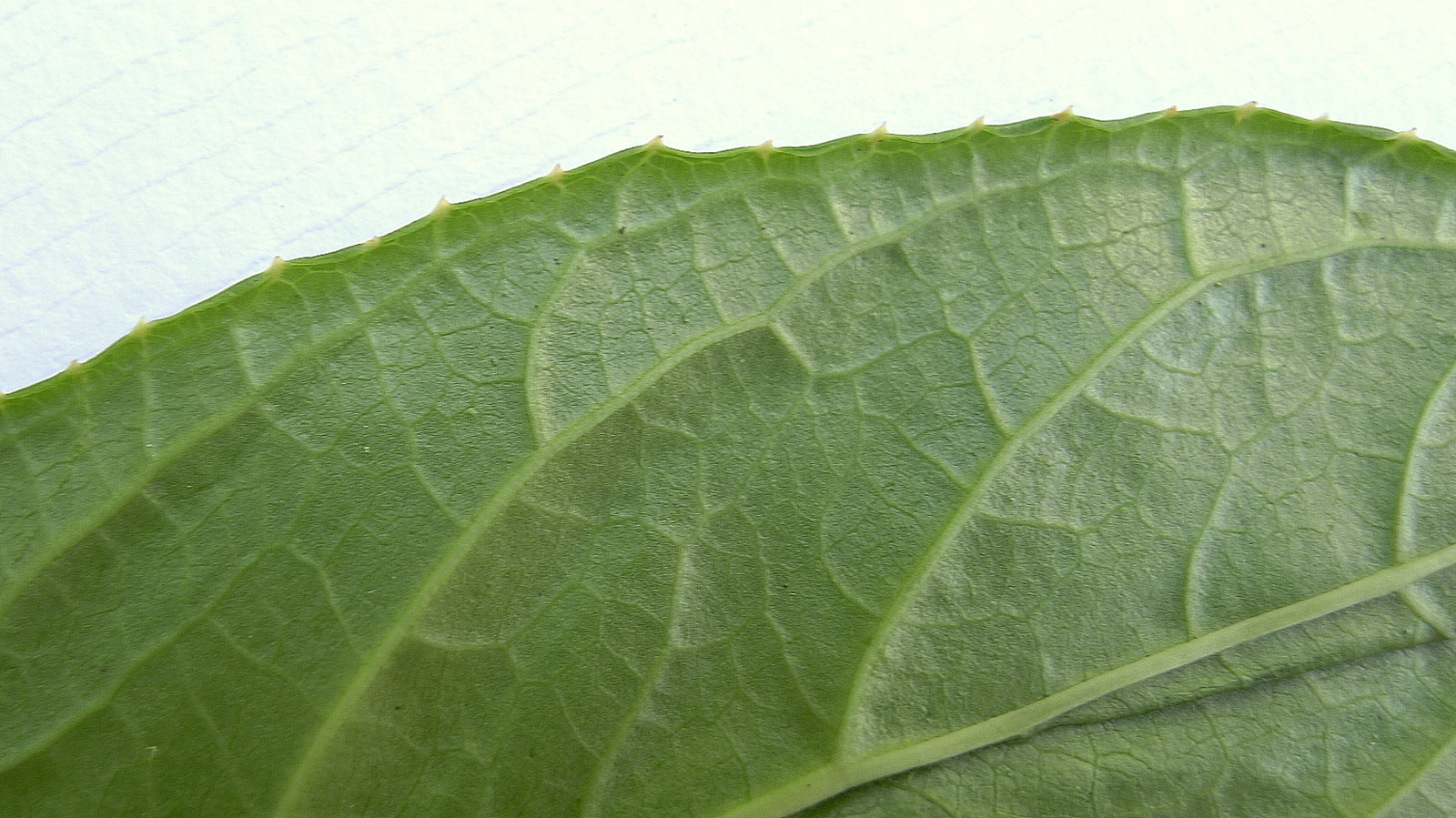
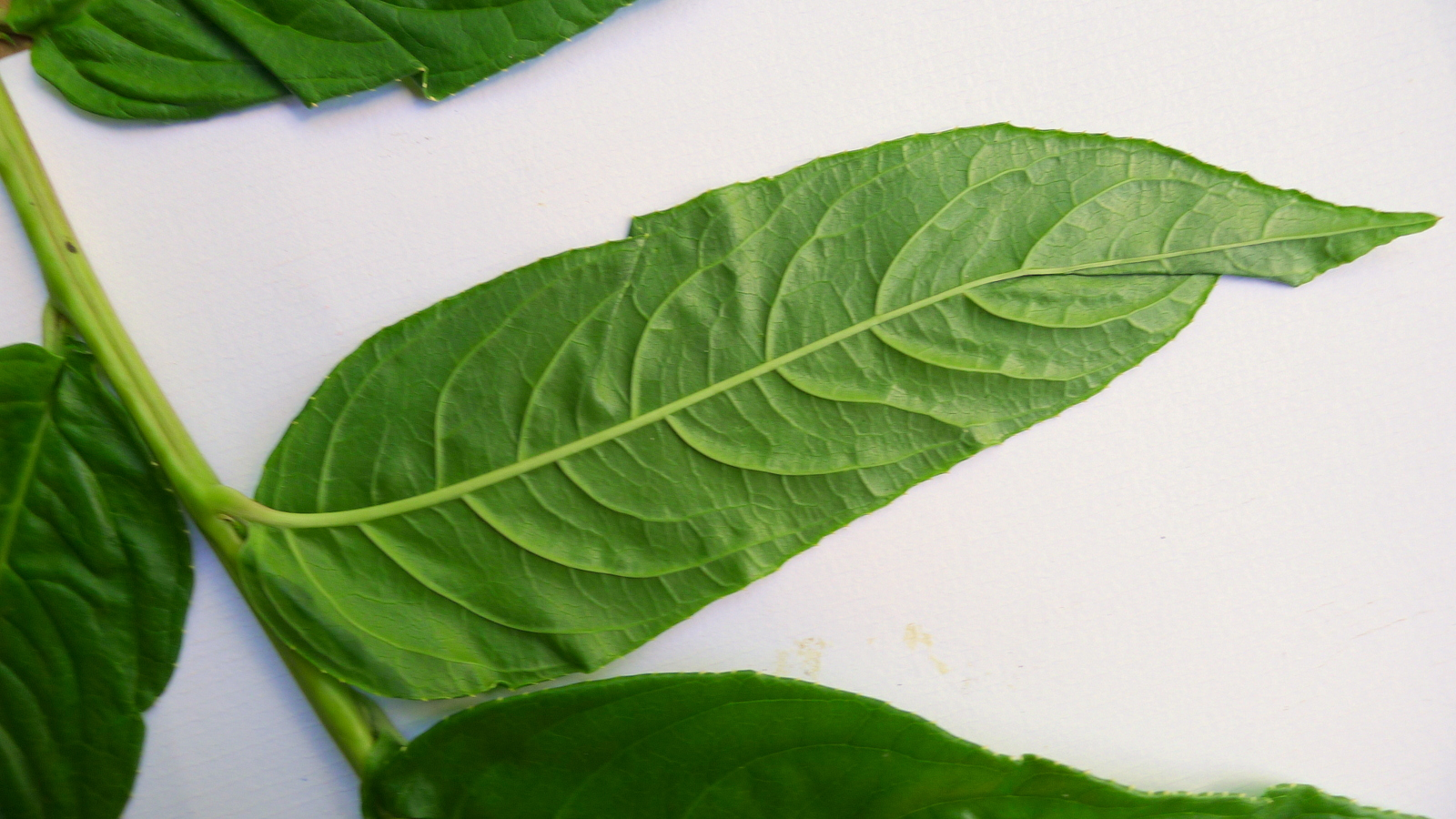
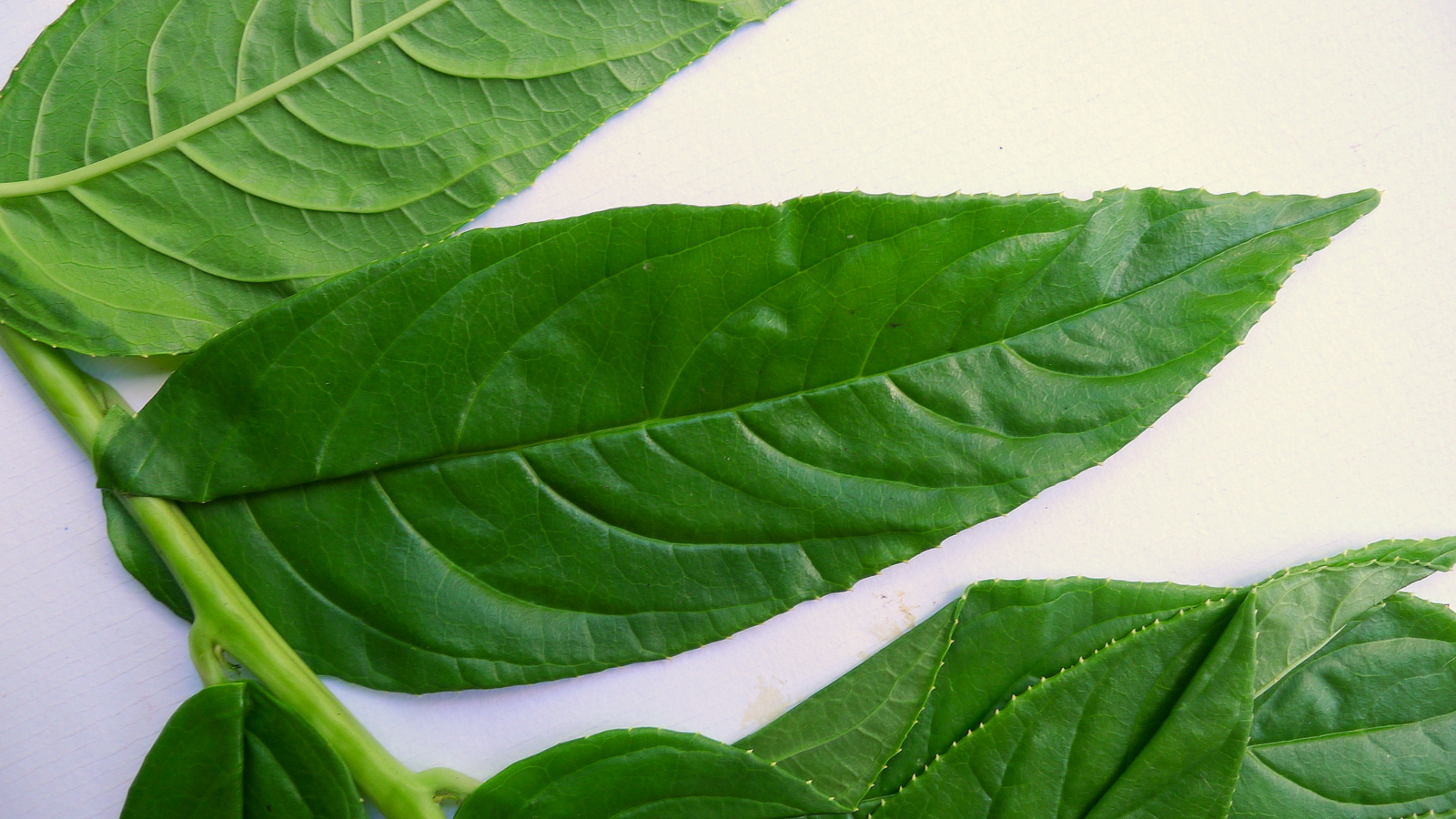